# Anchastus fleutiauxi
Anchastus fleutiauxi is een keversoort uit de familie kniptorren (Elateridae). De wetenschappelijke naam van de soort is voor het eerst geldig gepubliceerd in 1971 door Girard. De soort werd genoemd naar de Franse entomoloog Edmond Fleutiaux.